# 锡迪亚耶
锡迪亚耶（法語：Sidiailles，法語發音：[sidjaj]）是法国谢尔省的一个市镇，位于该省南部，属于圣阿芒蒙龙区。

## 地理
锡迪亚耶（46°30'26"N, 2°19'8"E）面积31.96 平方千米，位于法国中央-卢瓦尔河谷大区谢尔省，该省份为法国中部省份，北起卢瓦雷省，西接卢瓦-谢尔省和安德尔省，南至克勒兹省，东南接阿列省，东临涅夫勒省。
与锡迪亚耶接壤的市镇（或旧市镇、城区）包括：阿列省圣埃卢瓦、圣帕莱、维普莱、屈朗、普雷沃朗日、圣莫尔、圣萨蒂南。
锡迪亚耶的时区为UTC+01:00、UTC+02:00（夏令时）。

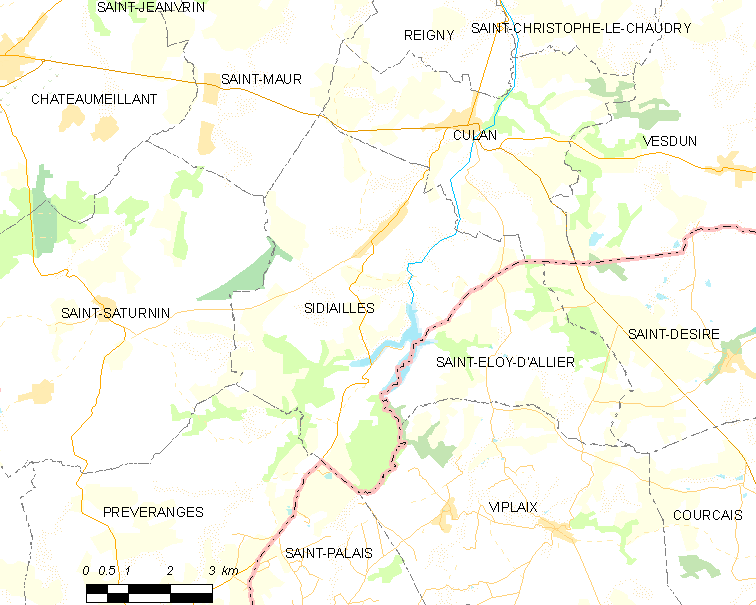
锡迪亚耶的OSM定位图

## 行政
锡迪亚耶的邮政编码为18270，INSEE市镇编码为18252。

## 政治
锡迪亚耶所属的省级选区为沙托梅扬县。

## 人口

1962-2008年间锡迪亚耶人口变化图示

锡迪亚耶于2022年1月1日时的人口数量为295人。